# Kociołki
Kociołki [pronunciación en polaco: /kɔˈt͡ɕɔu̯ki/] es un pueblo ubicado en el distrito administrativo de Gmina Grabica, dentro del Distrito de Piotrków, Voivodato de Łódź, en Polonia central. Se encuentra aproximadamente a 8 kilómetros al oeste de Grabica, a 21 kilómetros al noroeste de Piotrków Trybunalski, y a 30 kilómetros al sur de la capital regional Łódź.